# Boys in a Band
A Boys in a Band egy feröeri indie rock együttes. 2006-ban alakult Gøtában. Saját zenéjüket a „cowboy rock” jelzővel illetik.

## Történelem
Az együttes 2006 szeptemberében alakult. Még ebben az évben részt vettek a Global Battle of the Bands (GBOB) feröeri selejtezőjén, ahol másodikak lettek. Élő koncertjeik hamar népszerűek lettek, így bár lemezt még nem is adtak ki, nevezték őket a Planet Awardsra, ahol meg is nyertek a 2006 legjobb új előadójának járó díjat.
2007-ben ismét beneveztek a GBOB-re, ezúttal még nagyobb sikerrel: 25 ország 3000 zenekara előtt megnyerték a döntőt, ezzel 100 000 dollárt és egy világ körüli turnét nyertek. Ebben az évben felléptek a Dániában a Roskilde Festivalon és a Spot Festivalon, Izlandon az Iceland Airwavesen, valamint Feröeren a G! Festivalon.
2008 januárjában Londonban Ken Thomassal rögzítették első albumuk anyagát. Számos fesztiválon játszottak: Eurosonic (Hollandia), by:Larm (Norvégia), Canadian Music Week (Kanada), SXSW (Amerikai Egyesült Államok), The Great Escape (Egyesült Királyság), valamint ismét felléptek a Spot Festivalon és az Iceland Airwavesen. Albumuk bemutatása során júliusban megdöntötték a 24 óra alatt adott koncertek világcsúcsát, amikor 24 feröeri helyszínen léptek fel egymás után, utolsóként a G! Festival nagyszínpadán.

## Diszkográfia
- Black Diamond Train (2008)[1]

### Külső hivatkozások
- Profil, MySpace (angol)
- Profil, Asfalt.fo (feröeri)